# Claudia Conserva
Claudia Marcela Conserva Pérez (Santiago, 12 de enero de 1974) es una presentadora de televisión y actriz chilena.

## Infancia y juventud
En el otoño de 1990, a sus 16 años, mientras cursaba la enseñanza media, participó y ganó el concurso de belleza juvenil Miss 17. Su antecesora, Patricia Larraín, le entregó la corona.
Desde pequeña tomó clases de danza en el ballet de Karen Connolly, y participó como invitada en programas de televisión como el Jappening con ja y en publicidad.

## Carrera televisiva

### Inicios y paso por Canal 13 (1991-2003)
En marzo de 1991, junto a Felipe Camiroaga, comenzó a animar Extra jóvenes en Chilevisión, luego que Katherine Salosny dejara el espacio. Claudia se mantuvo en la conducción hasta 1994, cuando decide aceptar la oferta laboral que le ofrecía Canal 13.
Su participación en televisión se amplió al área de la actuación, debutando en 1995 en la telenovela El amor está de moda, donde compartió pantalla con Katty Kowaleczko, Luciano Cruz-Coke, Aline Kuppenheim, Cristián de la Fuente y Adriana Vacarezza, entre otros. Su siguiente teleserie fue Marrón Glacé, el regreso (1996), secuela de Marrón Glacé de 1993. Otras teleseries de Canal 13 en las que actuó fueron Eclipse de luna (1997), Amándote (1998) y Fuera de control (1999), en la que interpretó a la inolvidable «Carrie Castro», uno de los personajes más amados por el público, y donde además inició una relación con el actor Luis Uribe.
En Canal 13 también participó en programas tales como La muela del juicio, Maravillozoo (junto a Iván Arenas, Coco Legrand, Javier Miranda y Yolanda Montecinos), Video Loco y el programa de concurso para talentos infantiles Bravo Bravísimo. En 2002 condujo el programa Verte crecer, en Canal 13 Cable, donde se trataba la temática del embarazo y el cuidado de los bebés.  Además, en la señal abierta participó a menudo en el matinal Viva la mañana. Estuvo diez años en el canal entonces ligado a la Universidad Católica.

### Pollo en Conservay otros programas (2004-presente)

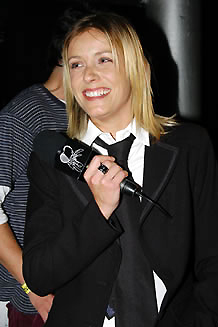
Conserva durante una participación especial en CQC Chile (2008).

El 28 de agosto de 2004 inició junto a su esposo Juan Carlos «Pollo» Valdivia un nuevo programa llamado Pollo en Conserva en La Red. En un principio se emitía al mediodía, pero al año siguiente pasó al horario matinal. Pese a la dura competencia en ese horario, logró mantener una audiencia cautiva y se transformó en una marca registrada. En 2008, una encuesta realizada por el sitio web Terra reveló que Conserva y su marido conformaban la dupla favorita de los telespectadores.
En septiembre de 2011, se generó un conflicto entre Conserva (y su esposo) y la dirección ejecutiva de La Red, luego de que ambos pidieran una licencia médica por 15 días. A la vuelta de la licencia, el director ejecutivo Javier Urrutia les manifestó su decisión de consensuar una salida amistosa del contrato. Finalmente, no hubo acuerdo, y el caso quedó en manos de la justicia. Producto de esto, Claudia salió junto con su marido del programa Pollo en Conserva, el cual posteriormente pasó a llamarse Mañaneros.
En 2012 se tomó un año sabático junto con su familia en Italia; posteriormente, a finales de ese año, volvió a Chile y recibió ofertas de diversos canales chilenos, pero optó por TVN, donde se incorporó oficialmente el 1 de enero de 2013. En el canal estatal presentó el matinal Buenos días a todos, y los programas Adopta un famoso y El menú, entre otros. El 16 de diciembre de 2015 fue despedida de TVN, tras la crisis financiera de la estación televisiva. Dos semanas más tarde, fue contratada por Mega para ser la conductora del nuevo reality ¿Volverías con tu ex?.
En abril de 2017 se inicia como animadora de un nuevo programa femenino en UCV Televisión: MILF, junto a la actriz María Paz Jorquiera y Yazmín Vásquez, exconductora de Superados en FM Tiempo. Conserva continuó el programa en TV+, junto a Jazmín Vásquez y con la compañía de Renata Bravo desde marzo de 2019. En noviembre de 2020, tanto Vásquez como Bravo abandonaron MILF. 
Conserva debió abandonar MILF en junio de 2022 producto del cáncer que la aquejaba, y el programa quedó a cargo de sus panelistas. En junio de 2023, coincidiendo con su regreso a TV+, finalizó el programa y estrenó un nuevo programa llamado Claudia conversa, haciendo un juego de palabras con su apellido. El programa llegó a su fin a inicios de 2024.

## Vida personal
Luego de haber ganado el Miss 17, fue entrevistada en el programa juvenil Extra jóvenes, por el que entonces, estudiante de periodismo, Juan Carlos Valdivia con quien haría en un primer momento una amistad importante, para luego entablar una relación amorosa que finalizaría en matrimonio. Sin embargo en 1999, se anunció su separación y nulidad, pero tras un año y medio volvieron a unirse y se casaron nuevamente y se convirtieron en padres de Renato y Matilda.

### Enfermedad
El 27 de junio de 2022, Conserva reveló a través de su cuenta de Instagram que le diagnosticaron cáncer de mama tras hacerse unos exámenes de rutina.Producto de ello abandonó temporalmente su trabajo en TV+ y se sometió a varios exámenes médicos y ser tratada con quimioterapia. En mayo de 2023 Claudia anunció que había vencido al cáncer. La historia de Claudia en su lucha contra el cáncer fue retratada en una docuserie de tres capítulos llamada Brava, que fue emitida por TVN.

## Filmografía

### Programas de televisión
| Año       | Programa                    | Rol                       | Canal          |
| --------- | --------------------------- | ------------------------- | -------------- |
| 1990      | De buen humor               | Humorista/Actriz          | TVN            |
| 1991-1994 | Extra jóvenes               | Presentadora              | Chilevisión    |
| 1993      | La Muela del Juicio         | Presentadora              | Chilevisión    |
| 1995-2002 | Maravillozoo                | Panelista                 | Canal 13       |
| 1995-2002 | Video loco                  | Presentadora              | Canal 13       |
| 1999-2001 | Bravo Bravísimo             | Presentadora              | Canal 13       |
| 2000-2002 | Desde la terraza            | Presentadora              | Canal 13       |
| 2001      | Nacer Mamá                  | Presentadora              | Canal 13 Cable |
| 2002-2003 | Verte Crecer                | Presentadora              | Canal 13 Cable |
| 2004-2011 | Pollo en Conserva           | Presentadora              | La Red         |
| 2012-2015 | Paris Parade                | Presentadora              | TVN            |
| 2013      | Buenos días a todos         | Presentadora Reemplazante | TVN            |
| 2013-2014 | Vive Viña en TVN            | Presentadora              | TVN            |
| 2014      | Festival de Tierra Amarilla | Presentadora              | TVN            |
| 2014      | Adopta un famoso            | Participante              | TVN            |
| 2014      | Más que 2                   | Presentadora              | TVN            |
| 2014      | Luchadores                  | Presentadora              | TVN            |
| 2014-2015 | Menú: Historias a la carta  | Presentadora              | TVN            |
| 2015      | Kunga                       | Presentadora              | TVN            |
| 2016      | ¿Volverías con tu ex?       | Presentadora              | Mega           |
| 2017      | La Divina Comida            | Participante anfitriona   | Chilevisión    |
| 2017-2022 | MILF                        | Presentadora              | TV+            |
| 2023      | Brava                       | Presentadora              | TVN            |
| 2023      | Claudia Conversa            | Presentadora              | TV+            |
| 2024      | Mija                        | Presentadora              | TV+            |

### Telenovelas
| Año  | Telenovela               | Rol               | Canal    |
| ---- | ------------------------ | ----------------- | -------- |
| 1995 | El amor está de moda     | Gabriela "Gaby"   | Canal 13 |
| 1996 | Marrón Glacé, el regreso | Pola              | Canal 13 |
| 1997 | Eclipse de Luna          | Carolina O'Neal   | Canal 13 |
| 1998 | Amándote                 | Cecilia Trosciani | Canal 13 |
| 1999 | Fuera de control         | Carrie Castro     | Canal 13 |

### Publicidad
- Pamela Grant; 1997
- Michaely; 1998-1999
- Hipoglos; 2002-2003
- París; 2004-2014
- Sensodyne; 2006
- Agua 8 Vertientes; 2014-2015